# Thalpomena algeriana
Thalpomena algeriana är en insektsart som först beskrevs av Lucas, H. 1849.  Thalpomena algeriana ingår i släktet Thalpomena och familjen gräshoppor.

## Underarter
Arten delas in i följande underarter:
- T. a. intermedia
- T. a. algeriana
- T. a. maroccana
- T. a. montana